# Daingerfield
Daingerfield ist die Bezirkshauptstadt und Sitz der Countyverwaltung (County Seat) des Morris County im US-Bundesstaat Texas in den Vereinigten Staaten. Das U.S. Census Bureau hat bei der Volkszählung 2020 eine Einwohnerzahl von 2.522 ermittelt.

## Geographie
Die Stadt liegt zentral im County, fast im äußersten Nordosten von Texas, ist im Norden jeweils etwa 50 Kilometer von Oklahoma und Arkansas, im Südosten etwa 60 Kilometer von Louisiana entfernt und hat eine Gesamtfläche von 6,3 km².

## Geschichte
1740 haben die ersten Europäer nahe einer Quelle, wo heute das Stadtgebiet liegt, kampiert. 1830 hatte Captain London Daingerfield, nach dem die Stadt benannt wurde, mit rund 100 Mann eben an dieser Quelle ein Gefecht mit Indianern, bei dem er fiel. In der Folgezeit wurde das Gebiet besiedelt und 1846 das erste Postbüro eingerichtet. 1877 wurde Daingerfield Sitz der Countyverwaltung.

## Demographie
Nach der Volkszählung im Jahr 2000 lebten hier 2.517 Menschen in 957 Haushalten und 694 Familien. Die Bevölkerungsdichte betrug 403,2 Einwohner pro km². Ethnisch betrachtet setzte sich die Bevölkerung zusammen aus 67,46 % weißer Bevölkerung, 26,14 % Afroamerikanern, 0,56 % amerikanischen Ureinwohnern, 0,40 % Asiaten, 0,00 % Bewohnern aus dem pazifischen Inselraum und 3,81 % aus anderen ethnischen Gruppen. Etwa 1,63 % waren gemischter Abstammung und 5,32 % der Bevölkerung waren spanischer oder lateinamerikanischer Abstammung.
Von den 957 Haushalten hatten 36,8 % Kinder unter 18 Jahre, die im Haushalt lebten. 49,5 % davon waren verheiratete, zusammenlebende Paare. 19,3 % waren allein erziehende Mütter und 27,4 % waren keine Familien. 25,1 % aller Haushalte waren Singlehaushalte und in 11,6 % lebten Menschen, die 65 Jahre oder älter waren. Die Durchschnittshaushaltsgröße betrug 2,53 und die durchschnittliche Größe einer Familie belief sich auf 3,02 Personen.
29,0 % der Bevölkerung waren unter 18 Jahre alt, 8,2 % von 18 bis 24, 25,5 % von 25 bis 44, 20,1 % von 45 bis 64, und 17,2 % die 65 Jahre oder älter waren. Das Durchschnittsalter war 37 Jahre. Auf 100 weibliche Personen aller Altersgruppen kamen 84,0 männliche Personen. Auf 100 Frauen im Alter von 18 Jahren und darüber kamen 79,2 Männer.

Das jährliche Durchschnittseinkommen eines Haushalts betrug 28.333 USD, das Durchschnittseinkommen einer Familie 31.625 USD. Männer hatten ein Durchschnittseinkommen von 31.154 USD gegenüber den Frauen mit 19.196 USD. Das Prokopfeinkommen betrug 13.689 USD. 23,5 % der Bevölkerung und 20,8 % der Familien lebten unterhalb der Armutsgrenze. Davon waren 35,1 % Kinder und Jugendliche unter 18 Jahren und 11,1 % waren 65 oder älter.

## Söhne und Töchter Stadt
- Denzel Mims (* 1997), American-Football-Spieler